# Manuel González Sanz
Manuel González Sanz (San José, 2 de abril del 1968) es un abogado, notario y político costarricense, ex-ministro de Relaciones Exteriores y Culto de Costa Rica. 
González es licenciado en Derecho de la Universidad de Costa Rica y ostenta una Maestría de la Universidad de Columbia. González fue director del Banco Internacional de Costa Rica de 1999 a 2002, presidente del Bufete Facio y Cañas, asesor de la Vicepresidencia de la República en organismo financieros internacionales de 1992 a 1994, embajador ante Naciones Unidas de 2002 a 2004, presidente de PROCOMER y ministro de Comercio Exterior entre los años 2004 y 2006. Entre otras funciones diplomáticas que ha ejercido se incluye la Coordinación del grupo de países de Latinoamérica y Caribe sobre Derechos humanos en Ginebra de 2003, vicepresidente y jefe de delegación de la sextagéncima asamblea de la Comisión de Derechos Humanos de las Naciones Unidas de 2004, presidente pro tempore del Sistema de Integración Económica Centroamericana, jefe de delegaciones ante la OIT, OIM, OMS, Conferencia de desarme, OMPI, Alto Comisionado de las Naciones Unidas para los Refugiados, Alto Comisionado de las Naciones Unidas para los Derechos Humanos y Comité Internacional de la Cruz Roja. También ha sido integrante del Foro de Mercados emergentes en Latinoamérica y vicepresidente de la Cámara de Exportadores de Costa Rica.
Como docente ha sido profesor de la Universidad de Costa Rica en la Escuela de Administración de Negocios y la Facultad de Derecho, Harlam Stone Scholar de la Universidad de Columbia y Fulbright Scholar en la Academia de Liderazgo Abshire-inamori del Centro de  Estudios Estratégicos Internacionales, Washington D. C.